# Halichaetonotus schromi
Halichaetonotus schromi är en djurart som tillhör fylumet bukhårsdjur, och som beskrevs av Kisielewski 1975. Halichaetonotus schromi ingår i släktet Halichaetonotus och familjen Chaetonotidae. Arten är reproducerande i Sverige. Inga underarter finns listade i Catalogue of Life.